# Реггетон
Реггето́н (исп. reguetón, англ. reggaeton) — музыкальный стиль и танец, возникший в конце 1980-х годов в Панаме, а затем распространившийся в начале 1990-х годов в Пуэрто-Рико, где приобрёл современную форму под влиянием регги, дэнсхолла и хип-хопа. Получил широкое распространение в латиноамериканских странах Карибского бассейна, а также среди латиноамериканцев, проживающих в США.
Реггетон — синтетический стиль, возникший на основе других стилей музыки. Адепты утверждают, что его ритм является новой ступенью в эволюции ритма регги. Второй составляющей реггетона является собственно рэп или речёвка (fraseo), которая обычно читается на испанском языке.
Реггетон сходен с североамериканским хип-хопом: ритмичная музыка в сочетании с рэп-речитативом. Хотя реггетон испытал большое влияние хип-хопа, было бы неправильным считать его просто испанизированной версией этого стиля, поскольку реггетон имеет несколько иной ритм.

## История
Реггетон возник в конце 1990-х годов, вобрав в себя влияние ямайской музыки регги, рэпа, а также традиционных стилей пуэрто-риканской музыки — бомбы и плены.
Примером внедрения реггетона в американскую среду хип-хопа может послужить дуэт Tanto Metro & Devonte, активно использовавший в 1997–2000 годах ямайские риддимы в своих композициях. Первыми исполнителями реггетона, достигшими высоких позиций в штатовских чартах, были ямайские исполнители Шон Пол и Шон Кингстон.
В 2010-х годах реггетон через посредство мумбатона оказал воздействие на танцевальный стиль тверк.